# Karim Onisiwo
Karim Onisiwo (født 17. marts 1992) er en østrigsk professionel fodboldspiller, som spiller for den østrigske Bundesliga-klub Red Bull Salzburg og Østrigs landshold.

## Klubkarriere

### Klubber i Østrig
Onisiwo begyndte sin karriere hos SC Ostbahn XI, og spillede over de næste år for Ostbahn, TSV Neumarkt og SV Austria Salzburg i de lavere rækker. Han fik sin chance i den bedste række i 2014, da han skiftede til SV Mattersburg.

### Mainz 05
Onisiwo skiftede i januar 2016 til Mainz 05. Han tilbragte ni år med klubben, hvor han spillede mere end 200 kampe.

### Red Bull Salzburg
Onisiwo vendte i januar 2025 hjem til Østrig, da han skiftede til Red Bull Salzburg.

## Landsholdskarriere

### Ungdomsladshold
Onisiwo spillede i 2014 en enkelt kamp for Østrigs U/21-landshold.

### Seniorlandshold
Onisiwo debuterede for seniorlandsholdet den 17. november 2015. Han var del af Østrigs trup til EM 2020.